# Margasana (Kramatwatu)
Margasana is een bestuurslaag in het regentschap Serang van de provincie Banten, Indonesië. Margasana telt 4261 inwoners (volkstelling 2010).